# Pothyne annulata
Pothyne annulata là một loài bọ cánh cứng trong họ Cerambycidae.